# جويل كارينيو
جويل كارينيو هو لاعب كرة قاعدة دومينيكاني، ولد في 7 مارس 1987 في سان كريستوبال في جمهورية الدومينيكان.

## وصلات خارجية
- جويل كارينيو على موقع دوري كرة القاعدة الرئيسي (الإنجليزية)
- جويل كارينيو على موقعبيزبول رفرنس.كوم (الدوري الرئيسي) (الإنجليزية)
- جويل كارينيو على موقعبيزبول رفرنس.كوم (الدوري الثانوي) (الإنجليزية)
- جويل كارينيو على موقع إي إس بي إن.كوم (أم.أل.بي) (الإنجليزية)
- جويل كارينيو على موقع مشجعي الرسوم البيانية (الإنجليزية)